# Twirling baton
El twirling baton és una de les disciplines del twirling que consisteix a fer coreografies gimnàstiques amb un bastó metàl·lic seguint el ritme de la música. El terme twirling deriva de l'anglès twirl que vol dir rotar.

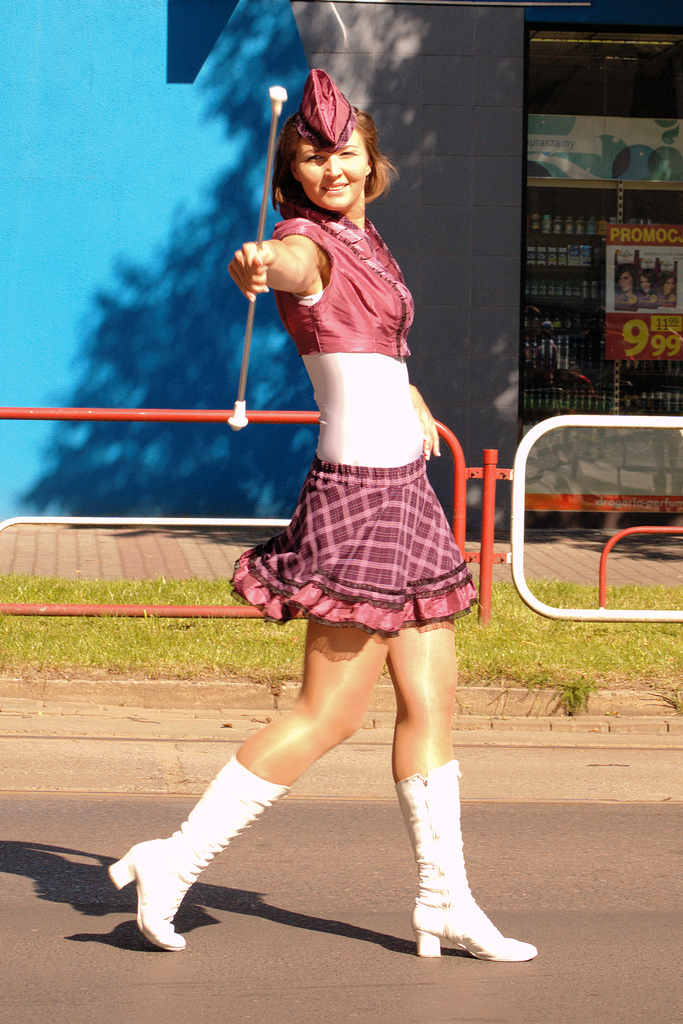
Majorette amb un bastó de twirling.

## Descripció de la disciplina
Aquesta disciplina es basa en la gimnàstica, la dansa i la utilització del bastó. És un esport que associa els moviments dels bastons classificats per categories (rotacions, llançaments, maneig general) així com els moviments de gimnàstica rítmica. Consisteix a presentar una coreografia sobre música d'1 minut 30 a 3 minuts 30. Visualment el twirling baton és semblant als espectacles de majorettes, però es diferencia pel seu caràcter esportiu i competitiu.
L'esportista és avaluat per uns jutges (de tres a cinc) que li atribueixen dues notes (una artística i una altra tècnica) sobre 10 per als solos i sobre 100 per als duos i equips. Els equips estan formats per sis, vuit o dotze esportistes. Els barems de notació són diferents d'una federació a una altra. Tanmateix en tots els casos s'aplica una penalització si cau el bastó.
El campionat del món té les següents disciplines:
- Estil lliure:	Sènior Femení i masculí, Júnior Femení i masculí
- Parelles: 	Sènior i Júnior
- Equips: 	6 o més esportistes

En altres competicions hi ha la modalitat de grups amb 9 o més esportistes competint conjuntament.

## Confederació europea
La Confederació Europea de Twirling Baton (CETB) és l'organisme que dirigeix la pràctica del twirling baton a Europa. Es va crear el novembre de 1978 a Frankfurt com a federació específica del twirling baton, separant-se de la F.E.I.M., per diferenciar l'activitat competitiva d'aquest esport respecte a l'activitat lúdica de les majorettes. En la seva creació hi van participar els organismes nacionals d'Alemanya, Anglaterra, Bèlgica, França, Itàlia, Luxemburg i Suïssa. Actualment en formen part les federacions d'Alemanya, Anglaterra, Bèlgica, Catalunya, Croàcia, Escòcia, Eslovènia, França, Hongria, Itàlia, Irlanda, Noruega, Països Baixos, Suècia i Suïssa.
La Confederació europea organitza alternativament cada dos anys el campionat d'Europa de seleccions nacionals i la copa d'europea de clubs-Freestyle Grand Prix. El campionat d'Europa, que se celebra la primera setmana de juliol, inclou les proves de "Solo", "Duo" i "Grups". La Copa d'Europa de Clubs inclou les proves d'"Equips" (de 5 a 9 esportistes) i "Grups" (més de 10 esportistes). Com a competició adjunta a la Copa d'Europa també es disputa el Freestyle Grand Prix amb les proves individuals i per parelles.

## Federació catalana
La Federació Esportiva Catalana de Twirling es va crear l'any 2004 i després d'uns anys com a membre provisional de la Confederació Europea de Twirling Baton va ser definitivament admesa com a membre de ple dret del màxim organisme europeu el maig de 2007. Prèviament, l'any 2003, Badalona havia acollit els campionats del món. Actualment a Catalunya hi ha 22 clubs, majoritàriament a les comarques de Tarragona, les Terres de l'Ebre i l'àrea metropolitana de Barcelona.